# Tomica
Tomica falu Horvátországban, Bród-Szávamente megyében. Közigazgatásilag Podcrkavljéhoz tartozik.

## Fekvése
Bródtól 5 km-re északkeletre, községközpontjától 4 km-re délkeletre, Szlavónia középső részén, a Dilj-hegység lejtőin, a Bródról Nekcsére menő főút mentén, a Glogovica-patak partján fekszik.

## Története
A település nevének első írásos említése „terra Tumicha” alakban még birtokként történt IV. Béla király 1244. július 20-án kelt oklevelében. Ekkor birtokosa a Borics nembeli Tolisa és rokonsága volt, majd miután a család fiágon kihalt a birtok nőágon öröklődött tovább, miközben több részre osztották fel.
1422-ben „Thomycza” néven már a valkómegyei Névna várának tartozékai között szerepel. A névnai Treutel család után a lévai Cseh család birtoka lett. 1445-ben lévai Cseh Péter Podbacsiai Bálintnak, majd 1447-ben és 1448-ban Tomiczai László, Barnabás és Pál garai városi polgároknak zálogosította el. 1450-ben és 1453-ban Kórógyi János macsói bán zálogbirtoka lett, aki 1454-ben megvásárolta. Kórógyi János fia Gáspár a grabarjai Beriszló családnak adta zálogba. A Kórógyi család kihaltával Mátyás király Névna várával együtt 1472-ben monoszlói Csupor Miklósnak, majd az ő halálával 1474-ben Gábor kalocsai érseknek és testvérének Matucsinai Zsigmondnak adományozta. Tomica már 1422-ben vásáros hely volt, később pedig mezővárosi ranggal is rendelkezett. Vára a Glogovica feletti hegytetőn állt, ahol maradványai nemrég még láthatók voltak. Amikor a török Bródot elfoglalta Tomica lakói részben helyben maradtak, mások elmenekültek. Ekkor a településen mintegy 20 ház állt száz körüli lakossal, mely állapot a török uralom végéig fennmaradt.
Az 1698-as kamarai összeírásban „Tomicza” néven hajdútelepülésként találjuk. Az egyházi vizitáció feljegyzése szerint 1730-ban 5 ház volt a településen, ahol egy a Boldogságos Szűz tiszteletére szentelt fakápolna is állt. 1746-ban már 15 háza volt, ahol 28 család élt. 1758-ban egy Szent Ilona kápolnát jegyeztek fel itt. 1760-ban az egyházi vizitáció 18 házzal, 26 családdal és 158 katolikus lakossal említi.
Az első katonai felmérés térképén „Tomicza” néven található. Lipszky János 1808-ban Budán kiadott repertóriumában „Tomicza” néven szerepel. Nagy Lajos 1829-ben kiadott művében „Tomicza” néven 27 házzal, 146 katolikus vallású lakossal találjuk. A katonai közigazgatás megszüntetése után 1871-ben Pozsega vármegyéhez csatolták.
A településnek 1857-ben 139, 1910-ben 279 lakosa volt. Pozsega vármegye Bródi járásának része volt. Az 1910-es népszámlálás adatai szerint lakosságának 95%-a horvát anyanyelvű volt. Az első világháború után 1918-ban az új szerb-horvát-szlovén állam, majd később (1929-ben) Jugoszlávia része lett. 1991-től a független Horvátországhoz tartozik. 1991-ben lakosságának 97%-a horvát nemzetiségű volt. 2011-ben a településnek 479 lakosa volt.

## Lakossága

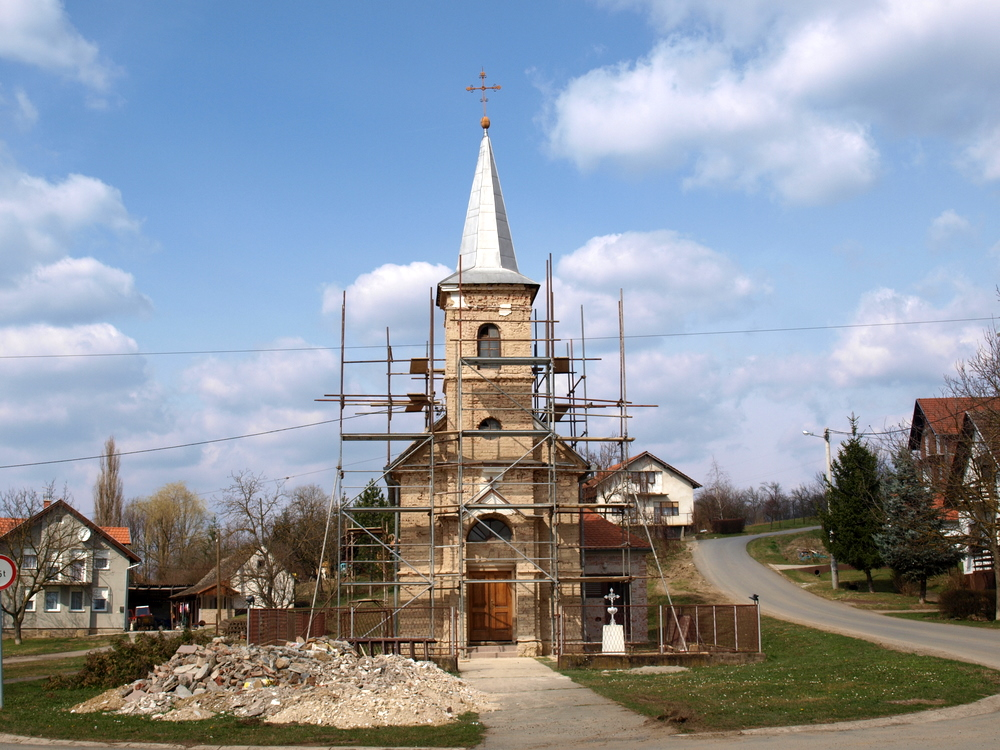
A római katolikus kápolna

| Lakosság változása | Lakosság változása | Lakosság változása | Lakosság változása | Lakosság változása | Lakosság változása | Lakosság változása | Lakosság változása | Lakosság változása | Lakosság változása | Lakosság változása | Lakosság változása | Lakosság változása | Lakosság változása | Lakosság változása | Lakosság változása |
| ------------------ | ------------------ | ------------------ | ------------------ | ------------------ | ------------------ | ------------------ | ------------------ | ------------------ | ------------------ | ------------------ | ------------------ | ------------------ | ------------------ | ------------------ | ------------------ |
| 1857               | 1869               | 1880               | 1890               | 1900               | 1910               | 1921               | 1931               | 1948               | 1953               | 1961               | 1971               | 1981               | 1991               | 2001               | 2011               |
| 139                | 139                | 161                | 221                | 231                | 279                | 274                | 297                | 316                | 323                | 341                | 340                | 350                | 373                | 455                | 479                |

## Nevezetességei
A Rózsafüzér királynője tiszteletére szentelt római katolikus kápolnája 1897-ben épült.

## Kultúra
Vranac kulturális egyesület

## Sport
- NK Tomica labdarúgóklub
- ŠN Tomica labdarúgó iskola